# Villelongue-de-la-Salanque
Villelongue-de-la-Salanque – miejscowość i gmina we Francji, w regionie Oksytania, w departamencie Pireneje Wschodnie.
Według danych na rok 1990 gminę zamieszkiwało 2139 osób, a gęstość zaludnienia wynosiła 297 osób/km² (wśród 1545 gmin Langwedocji-Roussillon Villelongue-de-la-Salanque plasuje się na 180. miejscu pod względem liczby ludności, natomiast pod względem powierzchni na miejscu 891.).

## Populacja

Populacja Villelongue-de-la-Salanque w latach 1962–2008